# Фубин
Фубин 府兵 — система самофинансирующихся военных формирований, распространившаяся в дин. Суй и Тан.
Основой системы фубин было наделение рекрутов участками земли, которые обеспечивали им занятость в мирное время, а государству — быстрый призыв в случае военной необходимости.
Подобный принцип использовался уже в дин. Хань при колонизации новых земель (см. туньтянь 屯田).
Пережитки системы фубин сохранялись в позднеимперский период (напр. государственные пограничные хозяйства эп. Сун).